# Релігія в Чернігівській області
Релігія в Чернігівській області
У Чернігівській області, як і в більшій частині України, провідною релігійною течією є православ'я. Його представлено двома релігійними організаціями — Православною церквою України (ПЦУ) та Російською православною церквою в Україні, яка в Україні має назву Українська православна церква. Для зручності ідентифікації її називають Українською православною церквою московського патріархату (УПЦ МП).
На 15 вересня 2022 в Чернігівській області діє 11 православних монастирів, 3 християнські місії, 3 середні духовні навчальні заклади, 149 недільних шкіл. У церквах служать 730 священників.

## Права релігійних громад
У Чернігівській обласній державній адміністрації є Департамент культури і туризму, національностей та релігій, який спрямовує свою увагу на забезпечення прав і законних інтересів релігійних громад, підтримку міжконфесійного миру та взаємоповаги серед громадян області. Релігійні організації можуть користуватися доступними засобами масової інформації в області.

## Релігійні організації
На 15 вересня 2022 року в Чернігівській області зареєстровано 1022 релігійних організацій, з яких 993 є громадами 30 конфесій, течій і напрямків. З них 947 громад мають затверджені статути, а 46 — поза реєстрацією.
Із зареєстрованими статутами діють:
1. Українська православна церква (Православна церква України) — 166 громад:
  - Зі Статутами УПЦ КП — 121 громад;
  - Зі Статутами УПЦ (ПЦУ) — 45 громади.
2. Українська православна церква (Московський патріархат) — 562 громади:
  - Ніжинська єпархія — 265 громад;
  - Чернігівська єпархія — 297 громада.
3. Руська православна старообрядницька церква (Білокриницька згода) — 2 громади.
4. Незалежна православна релігійна громада — 1 громада.
5. Українська греко-католицька церква — 5 громад.
6. Незалежна релігійна громада греко-католицького віросповідання — 1 громада.
7. Римсько-католицька церква — 4 громади.
8. Всеукраїнський союз об'єднань євангельських християн-баптистів–72 громади.
9. Незалежні релігійні громади ЄХБ — 2 громади.
10. Всеукраїнський союз церков християн віри євангельської-п'ятидесятників — 29 громад.
11. Союз вільних церков християн євангельської віри — 2 громади.
12. Релігійні організації Божої Церкви ХВЄ в Україні (Церква Божа в пророцтвах в Україні) — 5 громад.
13. Незалежні громади п'ятидесятників — 4 громади.
14. Український центр об'єднаної церкви ХВЄ — 4 громади.
15. Релігійна громада ХВЄ «Вселенська християнська апостольська свята небесна церква сонця» — 1 громада.
16. Українська Уніонна Конференція церкви адвентистів сьомого Дня — 26 громад.
17. Релігійна Організація Свідків Єгови України — 1 громада.
18. Чернігівське обласне управління об'єднаної церкви Повного Євангелія «Українські жнива» — 14 громад;
  - Інші церкви Повного Євангелія — 16 громад.
19. Релігійні громади харизматичного напрямку — 9 громад.
20. Релігійні громади Євангельських Християн — 5 громад.
21. Незалежна релігійна громада Євангельських християн — 1 громада.
22. Новоапостольська Церква — 1 громада.
23. Церква Ісуса Христа святих останніх днів — 1 громада.
24. Об'єднання іудейських релігійних організацій України — 7 громад;
  - Інші іудейські релігійні організації — 1 громада.
25. Релігійні громади Товариства Свідомості Крішни — 1 громада.
26. Релігійні громади язичників — 2 громади.
27. Релігійні громади буддистів — 1 громада.
28. Релігійні громади пресвітеріанської церкви — 1 громада.
29. Українська Лютеранська Церква — 1 громада.
30. Духовне управління мусульман України — 1 громада.